# Transport w starożytnym Rzymie

## Transport lądowy
Rozległość państwa narzucała konieczność korzystania ze środków transportu. Pod względem infrastruktury Rzymianie uchodzą w historiografii za najlepszych budowniczych dróg i mostów w starożytności.
Najstarszą rzymską drogą publiczną, na wzór której budowano kolejne, była łącząca Rzym z Kapuą Via Appia, o nazwie upamiętniającej Appiusza Klaudiusza Cekusa.

### Budowa dróg

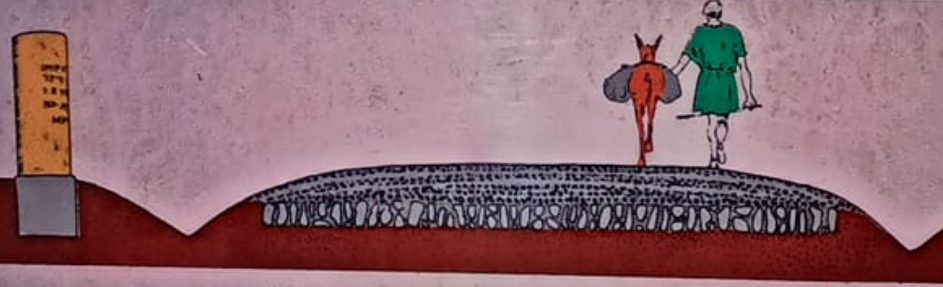
Profil drogi rzymskiej

Solidne ich wykonanie rozpoczynano od pierwotnego wyznaczenia prostych odcinków, oznaczonych obustronnie bruzdami (sulci) wyznaczającymi szerokość trasy. Następnie usuwano nadkład glebowy, aż do warstwy skalistej. Na ubitej i sprofilowanej warstwie piasku kolejno warstwowo kładziono:
- statumen – płaskie kamienie łączone cementową zaprawą albo gliną (ok. 30–60 cm);
- ruderatio – tłuczeń skalny, ceglany i kamyczki (ok. 20–30 cm), ubijany i zalewany zaprawą;
- nucelus – cement z dodatkiem żwiru, glinki, piasek albo odpad żużlowy, tworzący szczelną warstwę nieprzepuszczalną (ok. 30–50 cm);
- summum dorsum (summa crusta) – górną warstwę jako jednolitą, gładką nawierzchnię o uwarstwieniu 20–30 cm, na którą składał się gruboziarnisty żwir (do 6 mm) albo nałożone płyty kamienne; były to drogi nazywane viae galenae stratae lub też silicea strata;
- pavimentum – sprofilowana i dokładnie wyrównana nawierzchnia złożona z kamiennych płyt (grubości ok. 5 cm) i o powierzchni 30–100 cm, zamulona mocno utwardzającą zaprawą[1].

Całkowita grubość rzymskiej drogi wahała się od 1 do 1,40–1,6 m. W niektórych regionach korzystano z nich długo po upadku Rzymu – np. w Albanii były one jedynymi funkcjonującymi jeszcze na początku XX stulecia. O ich niezwykłej trwałości decydowała poza miąższością warstw budowlanych również konstrukcja pozbywająca się w sposób naturalny nadmiaru wody (poprzez wyższe usytuowanie centralnej części drogi wraz z budową pobocznych rowów odwadniających). Szlak drogowy 
obustronnie ograniczano brukowanymi chodnikami bądź wykładano płytkami.
Szeroko rozwinięta sieć dróg, poszerzająca się wraz z rozwojem terytorialnym rzymskiej państwowości i w szczytowym okresie licząca kilkadziesiąt tysięcy kilometrów, stanowiła dodatkowy czynnik wpływający na rozwój rzymskiego transportu.

### Mosty

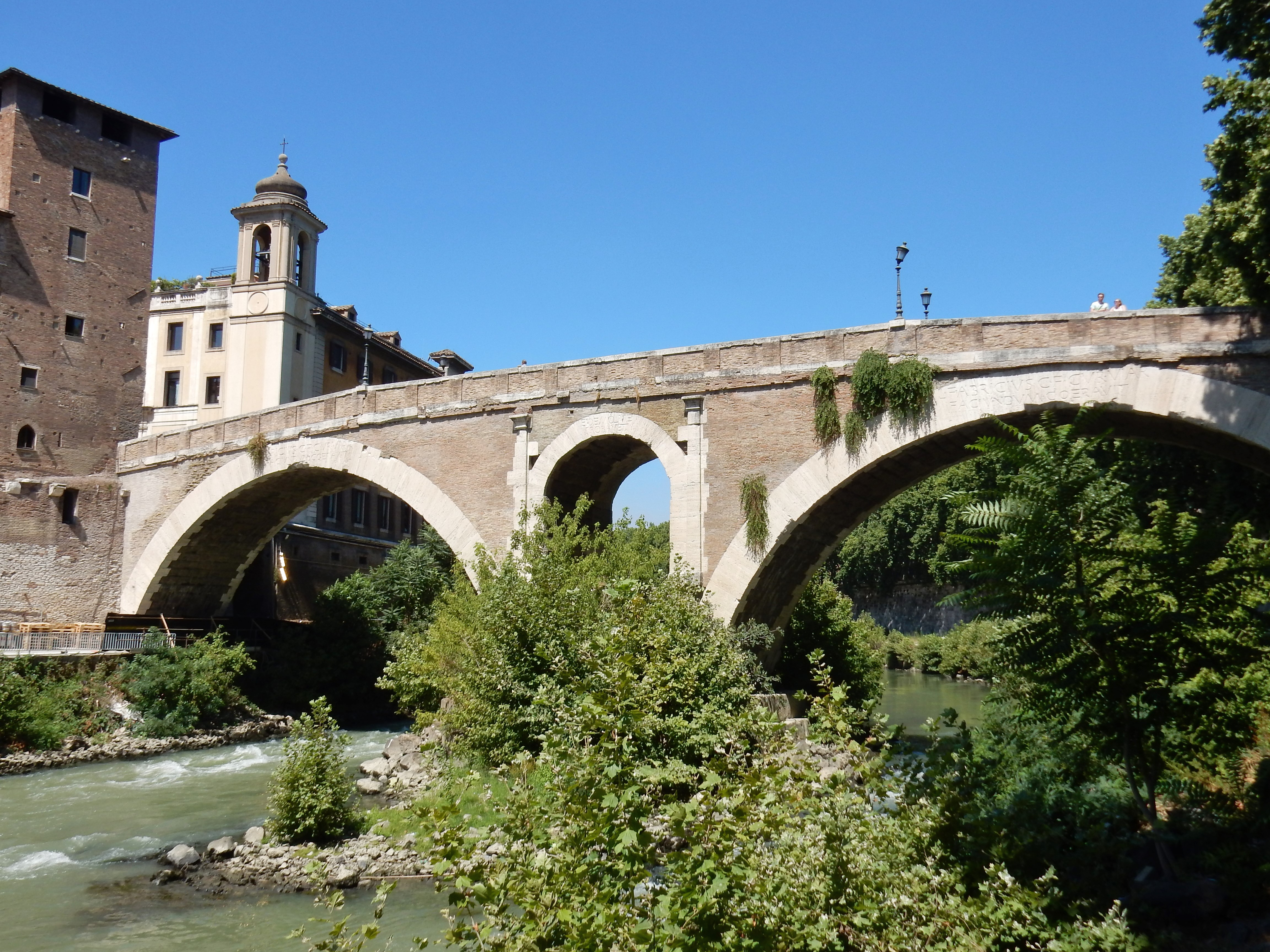
Most Fabrycjusza łączący Rzym lewobrzeżny z Wyspą Tyberyjską

Budownictwo ich zapoczątkowano jeszcze w epoce królów. Jednym z pierwszych był pochodzący z VI w. p.n.e. pons Sublicius czyli „most palowy” na Tybrze w Rzymie, zbudowany na palach drewnianych (pons ligneus). Dla późniejszych mostów stosowano budulec kamienny, a przejęte od Etrusków zastosowanie łuku zwiększyło wytrzymałość mostowej konstrukcji. Z masywnych filarów tworzono podstawę pod sklepionymi łukami z bloków łączonych żelaznymi klamrami, o spojeniach zalewanych ołowiem. Przełom w mostowym budownictwie stanowiło bowiem użycie cementu (caementum), żelaza i ołowiu do scalania konstrukcji. Nawierzchnię mostu wykonywano na ogół z bloków kamiennych. Szerokość jej wahała się od 3 do 19 m, a dla zwiększenia bezpieczeństwa była ograniczona poboczną balustradą. Wyznaczano część dla ruchu kołowego (iter) i przeznaczoną dla pieszych (decursoria). Największym mostem rzymskim był zbudowany na Dunaju most Trajana o szerokości 13–19 m i długości 1100 metrów.

### Środki transportu lądowego

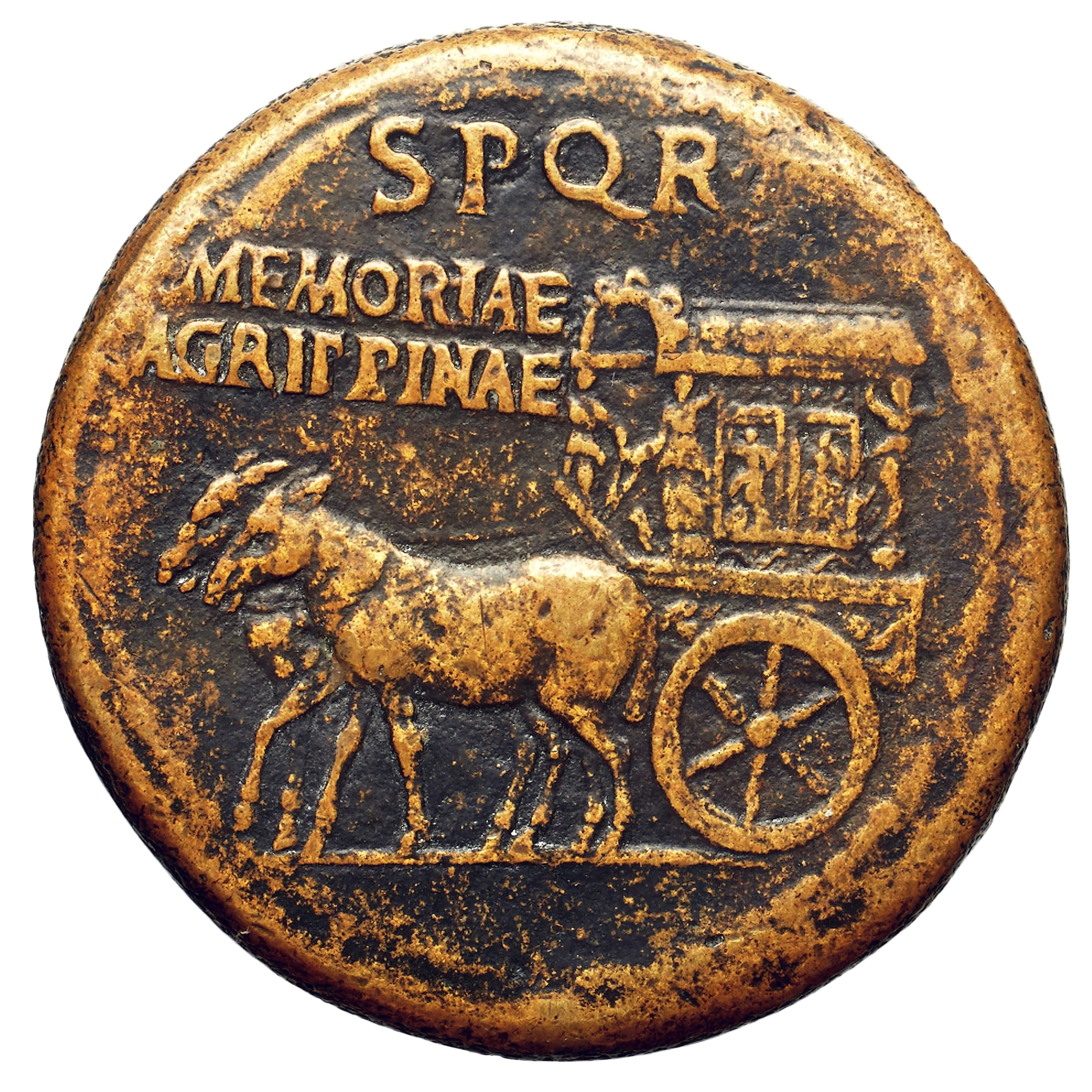
Carpentum (wyobrażenie na rzymskiej monecie)

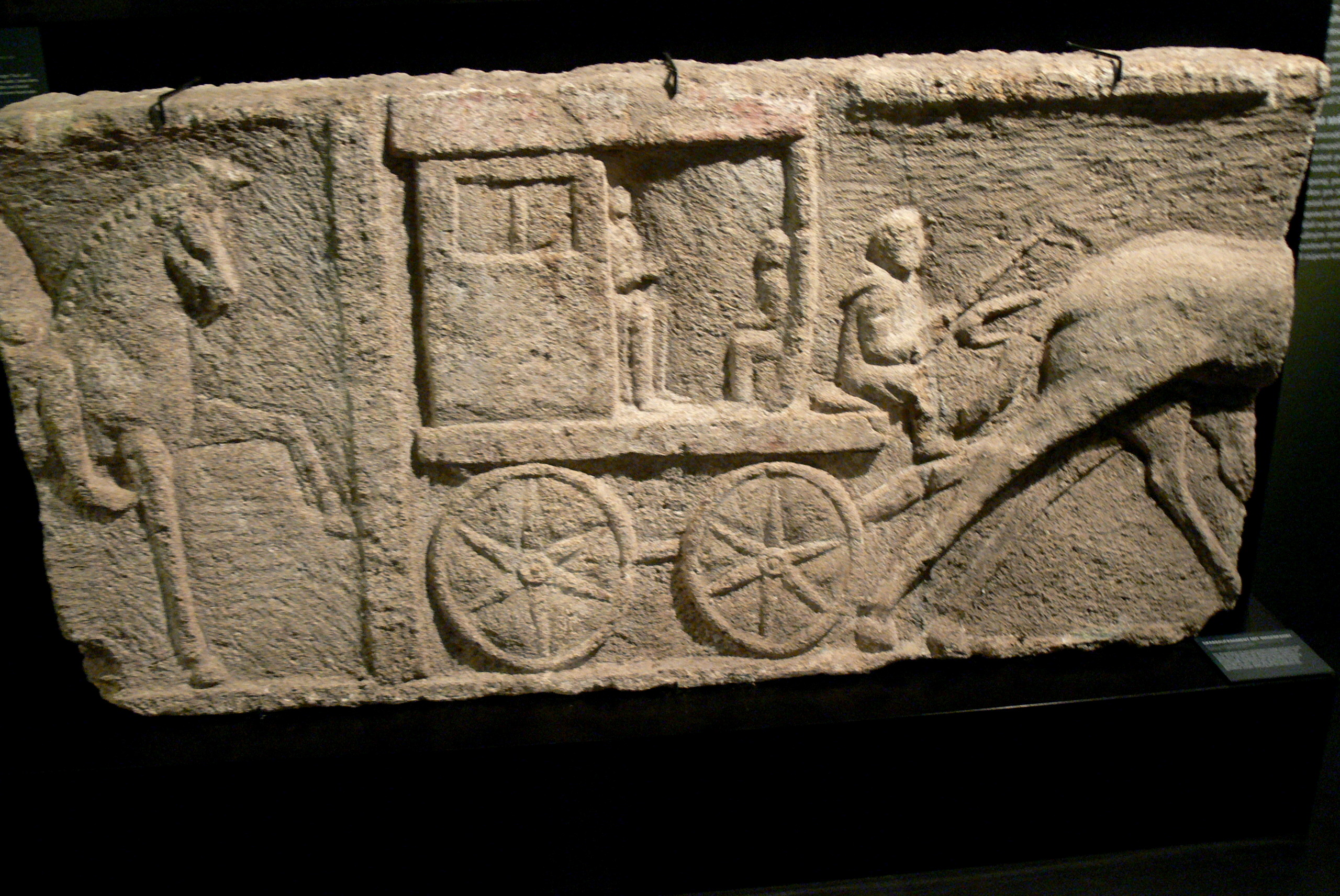
Dwukonny pojazd podróżny z siedzeniami

Pojazdy te zazwyczaj były świadectwem kulturowego zasięgu Rzymu; ich postać (wygląd) i zastosowanie często łączyły się z ich pochodzeniem.
Wozy jednoosiowe (dwukołowe)
- essedum, esseda – lekki, dwukonny, otwarty z przodu; mniejszy lub większy, służący do przewozu odpowiedniej liczby pasażerów (prawdopodobnie pochodny od wojennego wozu Galów);
- biga – lekki, otwarty rydwan, bez siedzeń, powożony na stojąco;
- quadriga – z zaprzęgiem czterokonnym, wersja bigi używana do wyścigów w amfiteatrze;
- birota – lekki powóz otwarty;
- cisium – zwinny i zwrotny, z siedzeniami;
- carpentum – elegancki, użytkowany w obrębie miasta Rzymu podczas uroczystości bądź przez dostojników; ponadto dla dalszych podróży wykorzystywany przez rzymskie matrony;
- currus – o zamkniętym z przodu i z boków pudle; w zależności od przeznaczenia wyróżniany jako:
  - currus arcuatus (łukowaty) – o sklepieniu z ruchomą zasłoną, używany przez flaminów;
  - currus triumphalis – używany przez zwycięskich wodzów wóz triumfalny, bogato zdobiony złotem i kością słoniową, ciągniony przez cztery białe konie;
  - currus falcatus – wojenny, wyposażony w żelazne ostrza na osi i dyszlu.

Wozy dwuosiowe (czterokołowe)

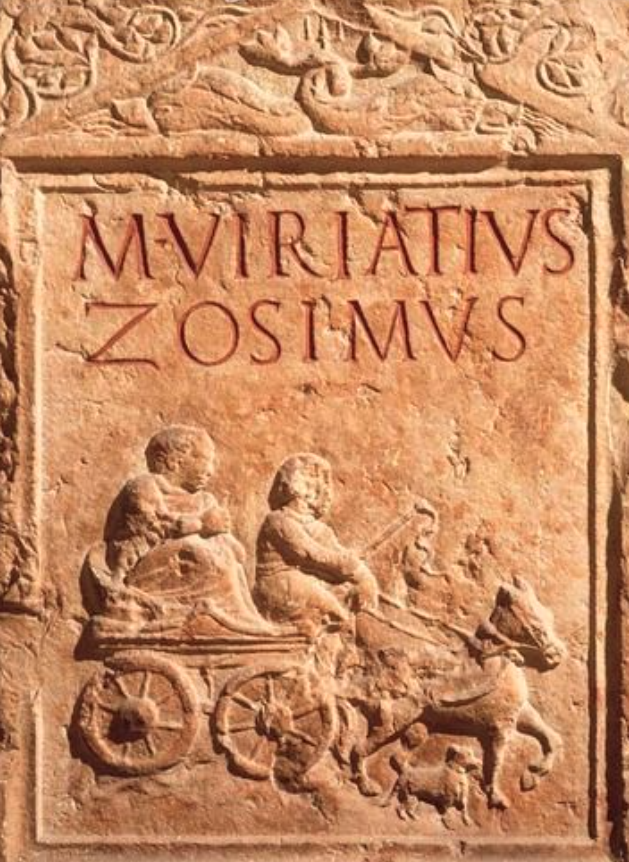
Lekki pojazd podróżny (prawdopodobnie petorritum)

- plaustrum, plostrum – wiejski, o pełnych kołach, kształtem podobny do wozów greckich, zaprzęgany w osły, muły lub woły; masywna konstrukcja umożliwiała przewóz znacznych ciężarów;
- seracum, sarracum – podobny do plaustrum, na mniejszych i masywniejszych, pełnych kołach, służący do przewozu najcięższych towarów (drewna, materiałów budowlanych);
- carruca – szybki pojazd z odkrytym, bogato zdobionym pudłem i eleganckim, użytecznym wykończeniem wnętrza;
- petorritum – podobny do carruki, mniej wytworny, z czasem przekształcony w wiejską furmankę;
- pilentum – czterokołowy odpowiednik carpentum o podobnym do niego zastosowaniu.

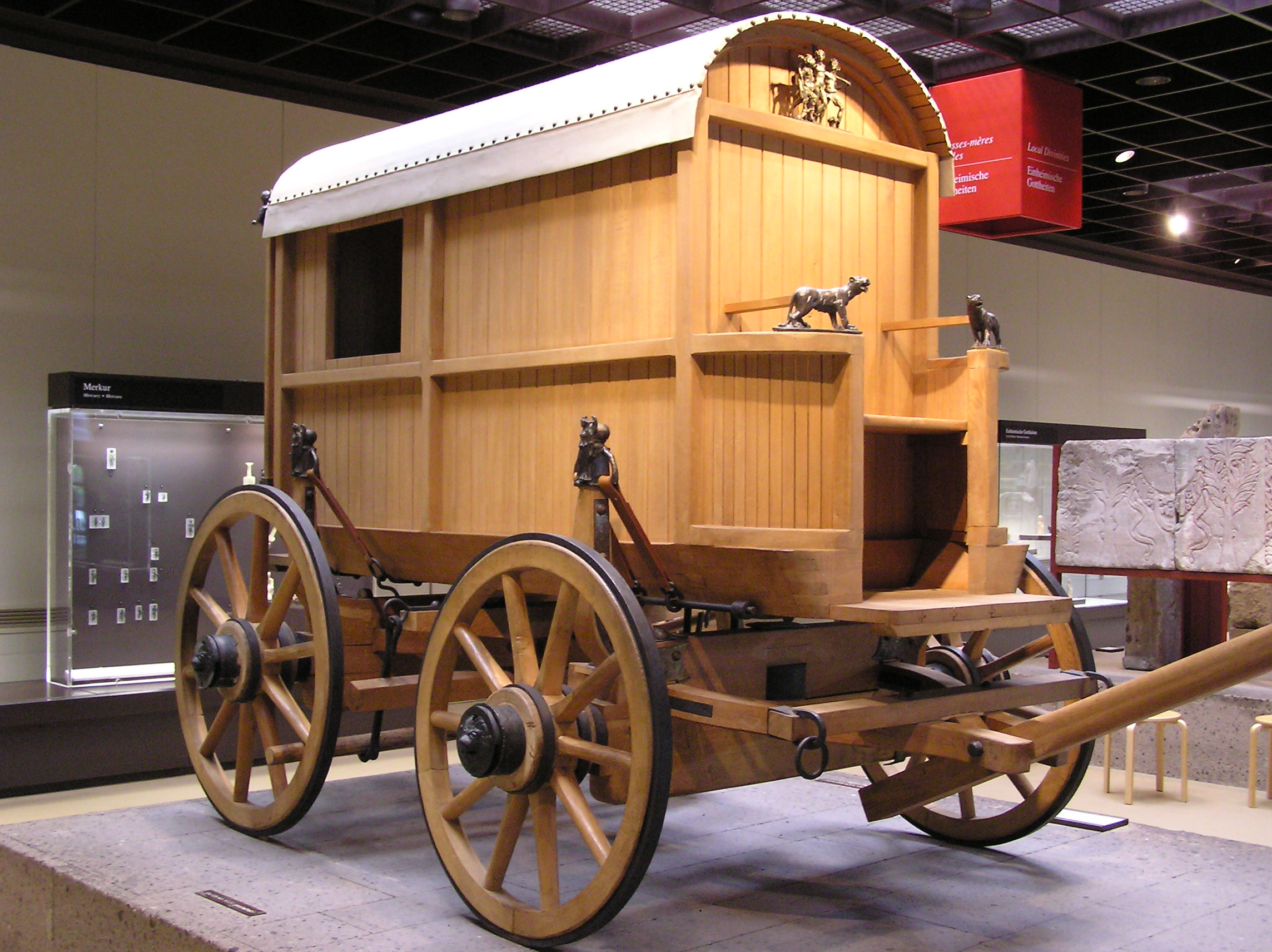
Rekonstrukcja wozu podróżnego (raeda)

Rzymianie dysponowali także wozami pocztowymi, jak:
- rheda, raeda – duży, czterokołowy wóz używany też jako podróżny;
- angaria –  perskiego pochodzenia (nazwa oznaczająca i łączona z obowiązkiem podwody dla dostarczania poczty narzucanym ludności prowincji).

Inne pojazdy
- arcera – otwarty wóz służący do przewozu chorych, z wygodnym, wyściełanym wnętrzem;
- benna – lateński, duży okuty wóz do przewozu wielu pasażerów;
- capsum – otwarta konstrukcja czterokołowa;
- clabula, clabularium – ciężki wóz transportowy ciągniony przez woły, użytkowany jako furgon wojskowy;
- tensa – wóz wystawny.

### Lektyka

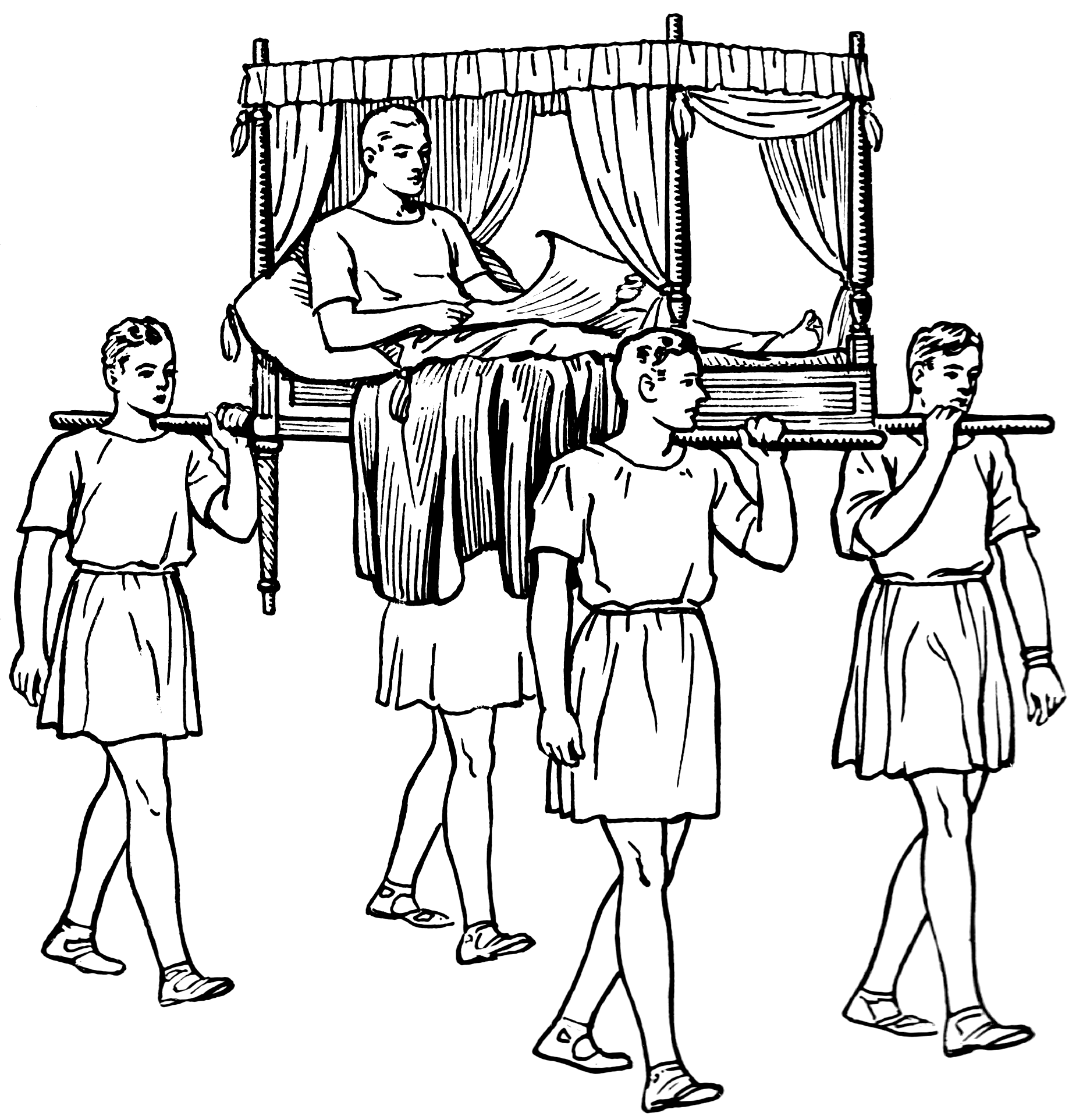
Transport w rzymskiej lektyce

Wywodzi się ze Wschodu, skąd w V wieku p.n.e. zaadaptowali ją Grecy, lecz używali wyjątkowo (w przypadku choroby bądź kalectwa). W początkowym okresie najczęściej wykorzystywano ją do przenoszenia rannych.
U Rzymian (łac. lectica) przyjęła formę łoża z wezgłowiem osadzonego na czterech niskich nóżkach (co umożliwiało wygodniejsze wsiadanie i wysiadanie), pokrytego skórzanym baldachimem opartym na czterech kolumienkach. Do izolacji wnętrza przed otoczeniem służyły zasuwane zasłony zapobiegające też przenikaniu ulicznego kurzu. Najczęściej wykonywano ją z drewna i plecionki łoziny, choć wersje luksusowe były inkrustowane, np. srebrem. Zapewniała znaczną wygodę podróżowania, lecz posługiwano się nią głównie na obszarze miasta. Korzystać mogli z niej wszyscy wolni (pełnoprawni) obywatele Rzymu; dla nieposiadających własnej lektyki istniała możliwość wynajmu (wraz z tragarzami) w przedsiębiorstwach przewozowych. Jako tragarzy zwykle wykorzystywano umyślnie przeznaczonych do tego 6–8 niewolników (lecticarii), odzianych w czerwone albo brązowe płaszcze (paenule). 
W czasach Nerona lektyka jako środek komunikacyjny była dość szeroko wykorzystywana tak na obszarze miast, jak i w dalszych podróżach. Skromniejszą jej odmianę stanowiły przenośne fotele – tzw. sella gestatoria, przeznaczone do poruszania się wyłącznie w obrębie miejskim i obsługiwane jedynie przez dwóch tragarzy.

## Transport wodny

### Śródlądowy
Wykorzystanie rzek jako szlaku komunikacyjnego wzrastało wraz z powiększaniem się państwa rzymskiego. Największą użyteczność miał Nil, który po 30 roku p.n.e. stał się jedną z najważniejszych rzek imperium. Jako środka transportu używano niewielkich łódek lub tratew. 

### Morski
Jednostki pływające można podzielić na kilka grup, przede wszystkim: kupieckie, wojenne, pirackie.
- hemiolia – jednorzędowa, lekka i szybka
- lembus – zaopatrzony w żagle, wiosła, miał niską wyporność
- liburna – wyparła ogromne quinqueremis. Miała jeden lub dwa rzędy z 60 wiosłami w burcie. Długość dochodziła do 36 metrów i około 4 – 5 metrów szerokości. Lekki niszczyciel, posiadał taran.